# Christian Lollike
Christian Lollike (nacido el 20 de abril de 1973) es un dramaturgo, director de teatro y director artístico danés de Copenhague. Lollike está trabajando con arte escénico e instalación en teatros, áreas públicas y plataformas virtuales. Ha realizado intervenciones de teatro, cine, videoclip, ópera, danza y arte. A menudo utiliza eventos políticos actuales en su trabajo.

## Obras
- Blindness, Sort/Hvid (teater), Aarhus Teater y Teater Momentum
- DON JUAN, Sort/Hvid (teatro), 2019
- Erasmus Montanus, Østre Gasværk 2019
- Aladino, o La lámpara maravillosa, Teatro Real Danés 2018
- Nigger blanco, Madonna negra, Sort/Hvid (teatro) 2018
- Revolution, Teatro de Aarhus y Sort/Hvid (teatro) 2018
- Hospital, Teatro de Aarhus en 2018
- Erasmus Montanus, Teatro Århus 2017
- Living Dead, Århus Teater y Sort/Hvid 2016
- Uropa, Teatro Real Danés y Sort/Hvid, 2016
- No somos reales", Sort/Hvid y Aarhus Festuge, 2015
- Leaves, Sort/Hvid y Festival de Ópera de Copenhague, 2015
- El provocador, Sort/Hvid, 2015
- En contacto, Sort/Hvid y Corpus, The Royal Danish Ballet, 2014
- La fiesta de los títeres [2] 2014-2015
- Los apóstoles del nacionalismo, 2014
- Todos mis sueños se hacen realidad, CaféTeatret y Aarhus Teater 2013
- Kagefabrikken, Det Kgl. Teatro 2013
- La aventura de Shaft o Gerhards, CaféTeatret y Aarhus Teater 2013
- Manifiesto 2083, CaféTeatret og Dramatikkens Hus, Oslo 2012
- Proyecto Agricultura, CaféTeatret 2012
- The Normal Life, CaféTeatret y Aarhus Teater 2011
- Romeo y Julie, Teatro de Aarhus 2010
- La historia del futuro, The Royal Danish Theatre y Aarhus Teater 2009
- Undskyld, gamle, hvor finder jeg tiden, kærligheden og den galskab der smitter. . . ?
- El carrusel de carne, Aarhus Teater (2009)
- Miedo cósmico o el día que Brad Pitt consiguió Paranoia, Aarhus Teater 2008
- Nathan (sin título), Aarhus Teater 2007
- Grace was here, dramatización de von Triers Dogville, Kaleidoskop 2007
- Suicide Service, Aarhus Teater 2006 (nominado al premio Reumert como Mejor Dramaturgo)
- Himlen sobre el sistema operativo, Edison 2005
- La maravilla: el programa re-Mohammed-ty, Katapult y obra de radio, DR 2005
- Afrikas Stjerne, Badteatret 2004
- Faust og Reklamekabaretten, Aarhus Teater 2004
- Sally sexy, Katapult 2004
- Pas på din lænestol!, DR 2003, obra de radio
- Operation: Luise og Ferdinand, Aarhus Teater 2002, (nominado al Premio Reumert como Mejor Dramaturgo)
- Gensyn i Braunau, Midtvejsprojekt 1999